# Kristjan Randalu

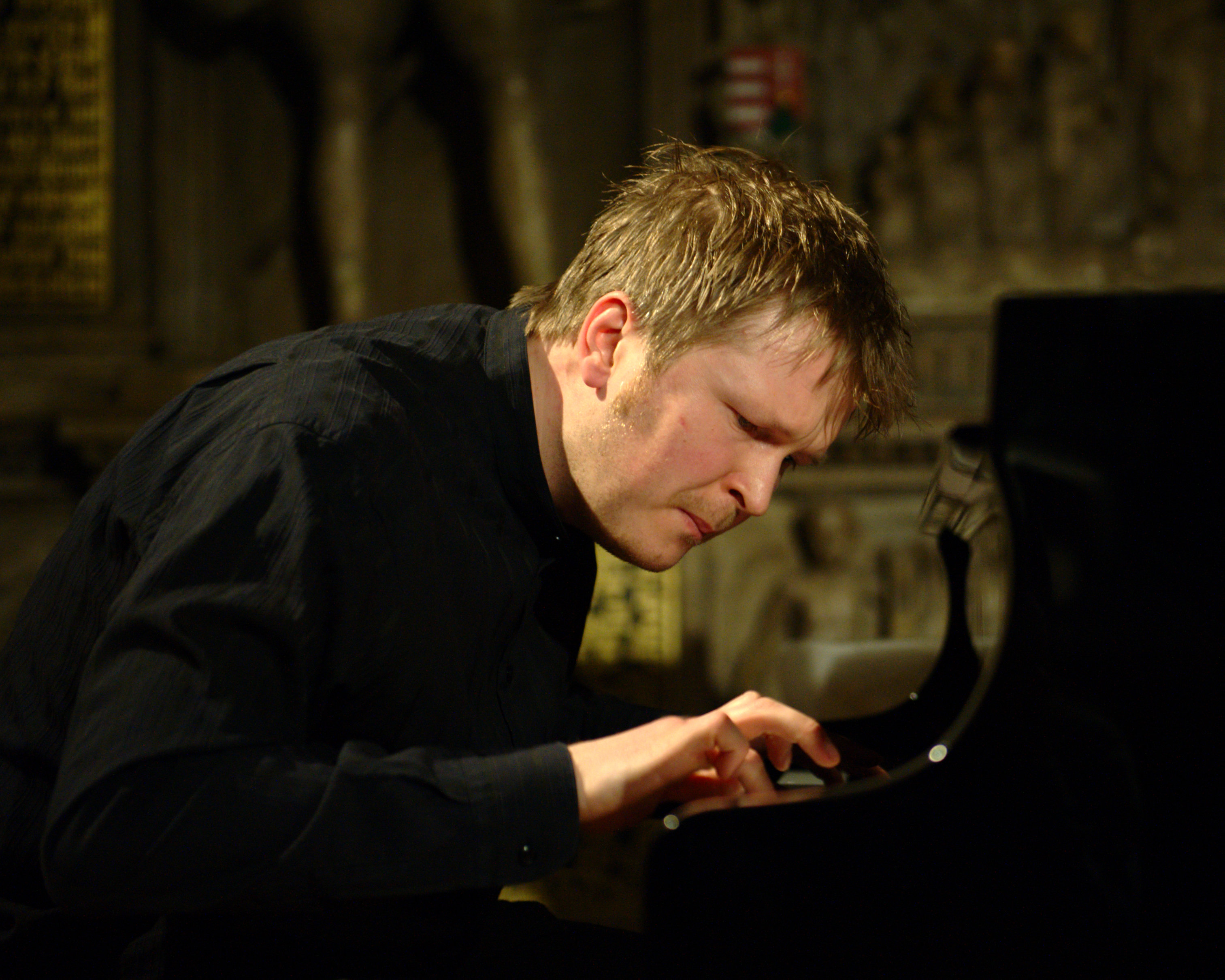
Kristjan Randalu bei einem Solokonzert in der Stadtkirche Darmstadt am 30. Januar 2013

Kristjan Randalu (* 27. August 1978 in Tallinn) ist ein estnischer Pianist und Komponist des World Jazz.

## Leben und Wirken
Randalu stammt aus einer musikalischen Familie: Wie sein Vater, der klassische Pianist Kalle Randalu und auch seine Mutter, wurde er ebenfalls Pianist. Seine Schwester, Liisa Randalu, ist Bratschistin. In seiner Kindheit zog er mit seinen Eltern nach Karlsruhe. Er absolvierte die Musikhochschule Stuttgart bei Paul Schwarz und zog 2001 nach London, wo er an der Royal Academy of Music bei Django Bates studierte; dann bildete er sich auf der Manhattan School of Music in New York weiter.
Ersten Projekten mit der estnischen Sängerin Siiri Sisask (Jälg 2002) und Solokonzerten folgte die Gründung seines Quartetts, mit dem er 2004 ein erstes Album vorlegte. Seit 2011 spielt er mit dem tunesischen Sänger und Oud-Spieler Dhafer Youssef; zudem im Duo mit Bodek Janke, mit dem er auch im Trio mit Petros Klampanis arbeitete. 2022 veröffentlichte er mit Sisu sein erstes großorchestrales Projekt, bei dem er selbst komponierte und als Hauptsolist agierte; als weitere Solisten verpflichtete er die Trompeter Jason Hunter sowie Ingrid Jensen, die Holzbläser Aleksander Paal und Martin Kuusk sowie Ben Monder (Gitarre). Weiterhin trat er im TransAtlantic Collective von Patrick Cornelius/Michael Janisch auf.

## Preise und Auszeichnungen
Randalu bekam 1997 den Biberacher Jazzpreis und war 2002 Preisträger des Solo Piano-Wettbewerbs des Montreux Jazz Festival. 2007 wurde er mit dem  Jazzpreis Baden-Württemberg ausgezeichnet. 2011 erhielt er den Elion Jazzpreis in Estland.

## Diskographische Hinweise
- Confidance (2003)
- Kristjan Randalu Quartet Tidbits (2004)
- Kristjan Randalu / Tallinn Chamber Orchestra Enter Denter (2010)
- Kristjan Randalu / Ben Monder Equilibrium (2012)
- Kristjan Randalu, Ben Monder, Markku Ounaskari Absence (2018)
- Kristjan Randalu & New Wind Jazz Orchestra: Sisu (2022)